# Stefania Ditczuk
Stefania Ditczuk – polska lekkoatletka.

## Życiorys
Jako lekkoatletka reprezentowała Pogoń Lwów. Na początku lipca 1923 startowała w zawodach o mistrzostwo okręgu lwowskiego, triumfując w określanym wówczas rzucie kulą (trzy konkurencje: rzut oburącz - rekord polski 14,17 m, rzut lewą ręką i rzut prawą ręką) oraz w skoku wzwyż. Następnie była medalistką mistrzostw Polski 1923 rozegranych w Warszawie w dniach 25-26 sierpnia 1923 zdobyła cztery medale w konkurencjach indywidualnych, w tym trzy złote (rzut oszczepem, rzut kulą – w obu przypadkach pierwsza w historii mistrzyni kraju, skok wzwyż - ustanowiła rekord Polski wynikiem 1,26 m) i jeden brązowy (bieg na 65 m).